# Sant Joan de Jaumandreu
Sant Joan de Jaumandreu és una església del municipi de Fonollosa (Bages) inclosa en l'Inventari del Patrimoni Arquitectònic de Catalunya.

## Descripció
És una una església rural d'estructura molt simple, formada per una sola nau, sense absis, i amb presbiteri orientat a tramuntana. La porta és al mur de migdia guardada per un porxo de fusta i cobert amb teules. L'església té un petit campanar d'espadanya al mur de migdia d'un sol ull. L'aparell és petit i col·locat en filades horitzontals.

## Història
És una església construïda al segle xvii com a capella particular, malgrat que la casa té ja un petit oratori a l'interior de la masia. L'església no passà mai d'esser sufragània de Sant Vicenç de Fals.